# Enfield (Caroline du Nord)
Enfield est une ville américaine située dans le comté de Halifax dans l'État de Caroline du Nord. En 2010, sa population était de 2 347 habitants.

## Démographie
| 1880 | 1890 | 1900 | 1910  | 1920  | 1930  |
| ---- | ---- | ---- | ----- | ----- | ----- |
| 504  | 568  | 361  | 1 167 | 1 648 | 2 234 |

| 1940  | 1950  | 1960  | 1970  | 1980  | 1990  |
| ----- | ----- | ----- | ----- | ----- | ----- |
| 2 208 | 2 361 | 2 978 | 3 272 | 2 995 | 3 082 |

| 2000  | 2010  | - | - | - | - |
| ----- | ----- | - | - | - | - |
| 2 347 | 2 532 | - | - | - | - |

## Source de la traduction
- (en) Cet article est partiellement ou en totalité issu de l’article de Wikipédia en anglais intitulé « Enfield, North Carolina » (voir la liste des auteurs).